# Robert Almer
Robert Almer (Bruck an der Mur, Austria, 20 de marzo de 1984) es un futbolista austríaco. Juega de guardameta y su actual equipo es el Austria de Viena de la Bundesliga (Austria).

## Selección nacional
- Ha sido internacional con la Selección de Austria en 33 ocasiones.
- Ha sido internacional con las selecciones Sub-21, Sub-20, Sub-19, Sub-18 y Sub-16 en 32 ocasiones.

## Clubes
| Club                    | País     | Año       |
| ----------------------- | -------- | --------- |
| SC Untersiebenbrunn     | Austria  | 2002-2003 |
| SC Rheindorf Altach     | Austria  | 2004      |
| DSV Leoben              | Austria  | 2004-2005 |
| FK Austria Wien Amateur | Austria  | 2005-2006 |
| SV Mattersburg          | Austria  | 2006-2008 |
| Austria Viena           | Austria  | 2008-2011 |
| Fortuna Düsseldorf      | Alemania | 2011-2013 |
| Energie Cottbus         | Alemania | 2013-2014 |
| Hannover 96             | Alemania | 2014-2015 |
| Austria de Viena        | Austria  | 2015-act  |

## Palmarés

### Campeonatos nacionales
| Título          | Club          | País    | Año  |
| --------------- | ------------- | ------- | ---- |
| Copa de Austria | Austria Viena | Austria | 2009 |